# Eugénie O'Kin
Eugénie Jubin dite O'Kin est une tabletière franco-japonaise née à Yokohama le 13 mai 1880 et morte à Nice le 6 août 1948,. Connue pour son travail de l'ivoire, son art alliant artisanat japonais et modernisme était avidement recherché par un public amateur de raffinement et d'exotisme.

## Biographie

### Jeunesse au Japon
Eugénie O'Kin est la fille d'une mère japonaise (Yamanaka Tama) et d'un père français (Charles Marie Jubin) ayant émigré au Japon vers 1870 afin de développer le commerce de la soie dans son entreprise familiale,. L'activité de l'entreprise familiale Jubin & Cie est traitée à Yokohama par Charles Marie et à Paris par Émile Jubin, frère de ce dernier est un érudit et collectionneur d'art oriental,. Eugénie O'Kin naquit dans un contexte d'ouverture du Japon sur le monde et notamment une ouverture aux arts, ce qui développe chez la jeune Eugénie un goût en la matière que ses parents encouragent. Elle détourne des motifs présents sur des tissus, des céramiques ou des estampes et produit des dessins à partir de lignes fluides et de camaïeux. Eugénie O'Kin fait sa scolarité dans le pensionnat des Dames de St Maur de Yokohama, seule école française de la ville,. Son père meurt alors qu'elle n'a que 15 ans.

### Découverte de Paris

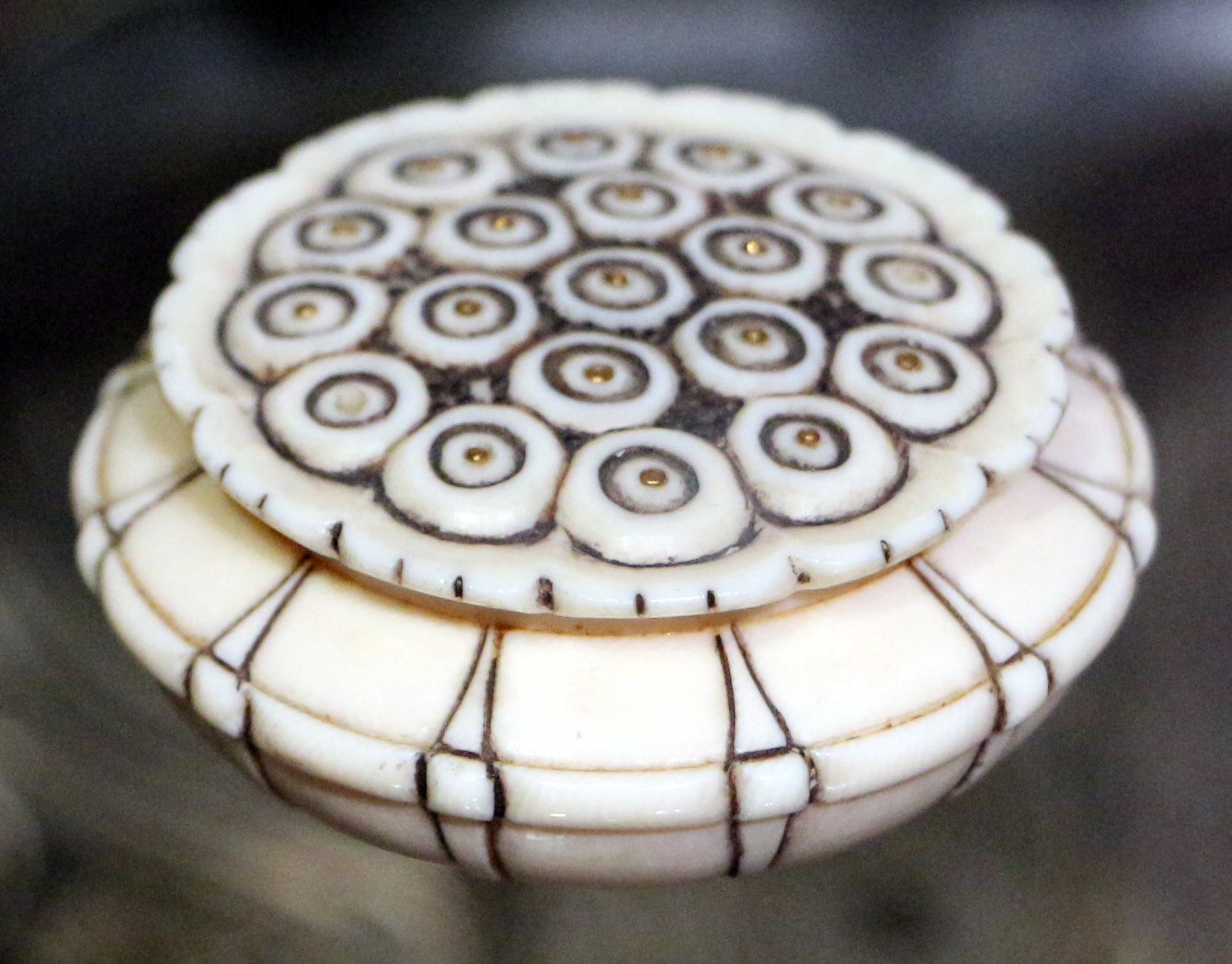
Eugénie O'Kin, Bonbonnière, c. 1912, ivoire sculpté, gravé et peint, clous d'or,, Paris, musée d'Orsay.

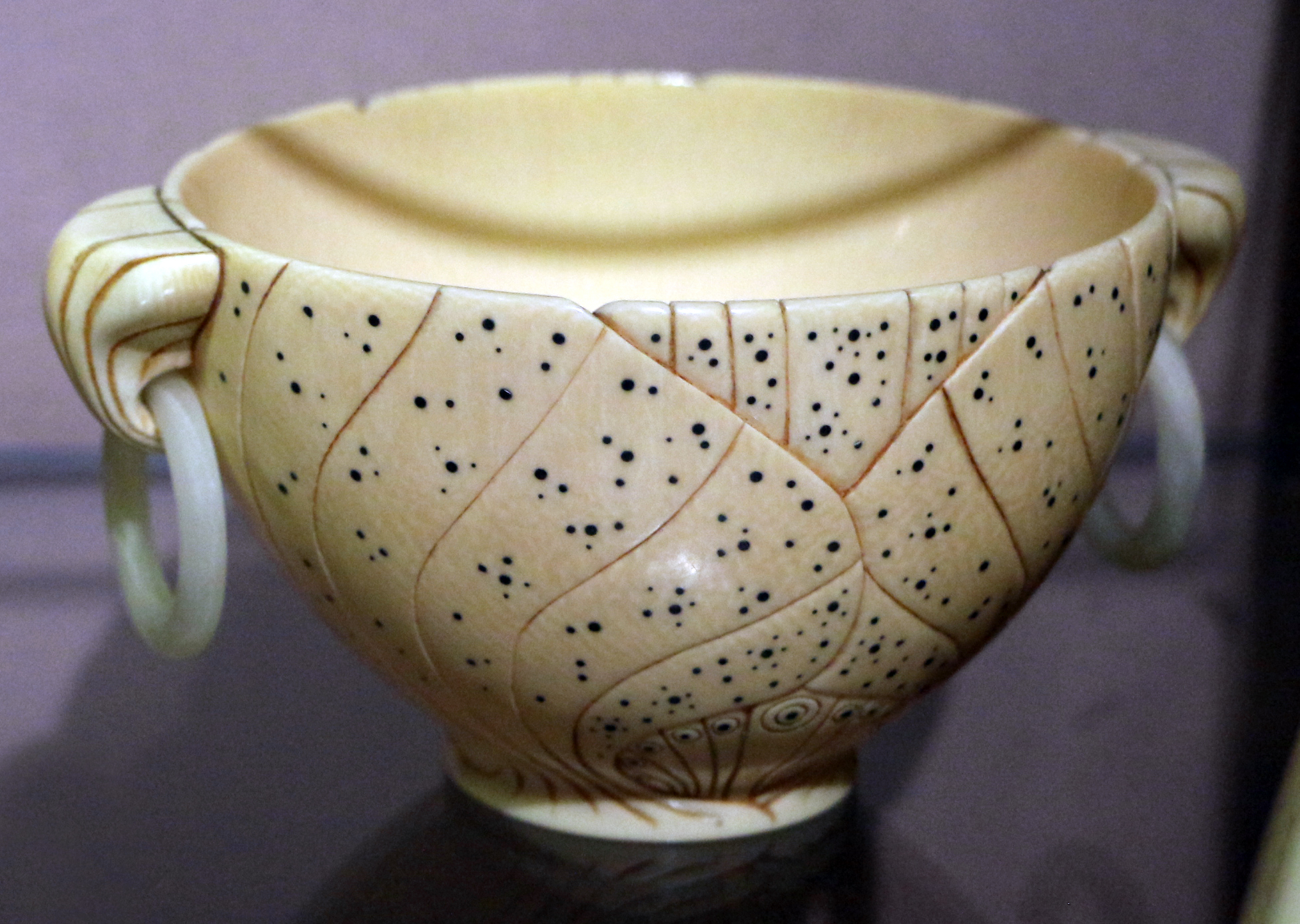
Eugénie O'Kin, Fleur de pavot, 1919, ivoire sculpté, gravé et peint ; anneaux de jade, clous d'argent,, Paris, musée d'Orsay.

Eugénie O'Kin arrive à Paris vers 1900 et apprend la tabletterie grâce aux enseignements d'Henri Hamm,. Elle fait la connaissance d'Henri Simmen, son futur époux qui se forme à la céramique. Il est probable qu'Eugénie O'Kin enseigne les techniques de céramique asiatique à Henri Simmen.
Elle expose son travail pour la première fois en 1906 au Salon d’Automne, puis aux Salons de la Société Nationale des Beaux-Arts, à celui de la Société des Artistes français.
Au Salon de 1910, le Musée des Arts décoratifs de Paris lui achète une coupe en corne gravée, perle et argent. O'Kin participe aux Salons jusqu'à la Première Guerre mondiale et rencontre un fort succès.

### Voyage en Asie
Eugénie voyage en Asie avec son mari Henri Simmen de 1919 à 1921. Ce voyage amène probablement le couple à Angkor où ils rencontrent Henri-Émile Jubin, frère d'Eugénie qui vit à Saïgon depuis le début des années 1910. La visite de l’Indochine marque durablement le jeune couple dont les créations révéleront de profondes influences de l’art khmer,. Ils visitent également la Chine, la Corée et bien sûr le Japon où Henri étudie les techniques de poterie traditionnelle.

### Retour en France
Après un retour en France en 1921, le couple déménage en 1923 à Montredon quartier de Marseille, port d'arrivée des importations de caoutchouc d'Asie. C'est dans ce lieu que Henri fonde son nouvel atelier où il se résout à n'utiliser que des méthodes artisanales et traditionnelles, une résolution qu'Eugénie partage complètement face à leurs collègues qui dissocient la conception de la réalisation manuelle de l’objet. Eugénie O'Kin travaille en collaboration avec son mari Henri Simmen pour lequel elle réalise les couvercles et les bouchons en ivoire et ébène sculptés qui ornent les céramiques,.

### La rencontre avec Ruhlmann

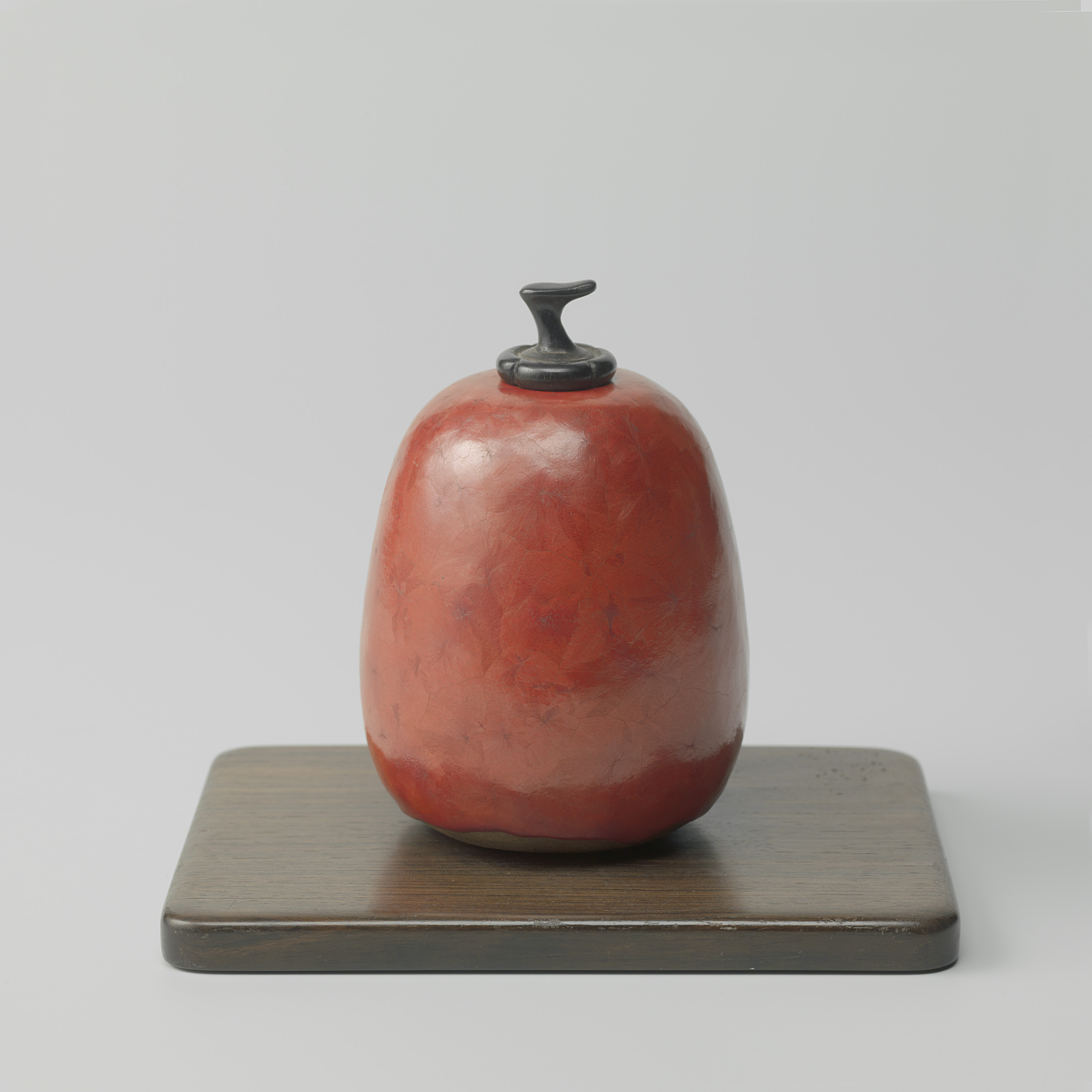
Henri Simmen et Eugénie O'Kin, Pot en forme de poire, c. 1925, Amsterdam, Rijksmuseum.

Eugénie approvisionne en ivoire et autres matériaux précieux chez les designers de son temps comme son mari Henri Simmen ou Jacques-Émile Ruhlmann. Ruhlmann utilise souvent l'ivoire dans ses créations et pour cela, fait appel aux plus grands tabletiers comme Georges Bastard, Le Bourgeois ou O'Kin. En 1924, O'Kin fournit divers petits objets pour l'ensemble Mobilier pour une jeune dame, présenté en 1924 par Ruhlmann. En 1925, Ruhlmann présente le travail d'Eugénie dans son Hôtel du collectionneur lors de l'Exposition internationale des Arts décoratifs.
Les créations exclusives d'Eugénie O'Kin se raréfient au fil du temps au profit de collaborations avec son mari, avec notamment les fameux bouchons en ébène et ivoire qui ornent ses céramiques,.